# Тоді кубинський
Тоді кубинський (Todus multicolor) — вид сиворакшоподібних птахів родини тодієвих (Todidae).

## Поширення
Ендемік Куби. Поширений по всьому острові Куба та на острові Хувентуд. Мешкає у вологих лісах різноманітних типів.

## Опис
Тіло завдовжки до 11 см, вага до 8,5 г. Верхня сторона тіла яскраво-зелена. Груди та черево брудно-білі. Горло червоне. Під вушними раковинами є блакитні плями. Боки рожеві, що поступово переходить у світло-пурпуровий на горлі.

## Спосіб життя
Мешкає у низинних сухих та вологих лісах, вторинних лісах. Живиться комахами. Полює переважно у підліску. Гніздиться з квітня по червень. Гніздо будує у норах завдовжки до 30 см. У кладці 3-4 білих яйця.